# Karl Salomo Zachariae von Lingenthal
Karl Salomo Zachariae von Lingenthal, född 14 september 1769 i Meissen, död 27 mars 1843 i Heidelberg, var en tysk jurist. Han var far till Karl Eduard Zachariae von Lingenthal.
Zachariae blev 1794 privatdocent i Wittenberg samt utnämndes 1798 till extra ordinarie professor och 1802 till ordinarie professor i juridik där. År 1807 antog han en professur vid Heidelbergs universitet. År 1842 upphöjdes han i ärftligt adelsstånd med namnet von Lingenthal. Han var en tid ledamot av Badens lantdag. Zachariaes anseende som jurist sträckte sig vida utom Tyskland, och hans mening i tvistiga rättsfrågor inhämtades flera gånger både i Tyskland, England och Frankrike. 
Hans skrifter behandlar nästan varje gren av jurisprudensen; de är rättsfilosofiska, rättshistoriska och praktiska, behandlar romersk, kanonisk, tysk och fransk rätt. Hans Vierzig Bücher vom Staate (1820–1832; andra upplagan, sju band, 1839–1843), skattades av både honom själv och hans beundrare som hans främsta verk och jämfördes Montesquieus "De l'esprit des lois",

## Övriga skrifter (i urval)
- Handbuch des chursächsischen Lehnrechts (1796; andra upplagan, av C.E. Weisse och F.A. von Langenn, 1823)
- Die Einheit des Staats und der Kirche mit Rücksicht auf die Reichsverfassung (1797)
- Versuch einer allgemeinen Hermeneutik des Rechts (1805)
- Die Wissenschaft der Gesetzgebung (1806)
- Handbuch des französischen Civilrechts (1808; åttonde upplagan i fyra band, av Carl Crome, 1894-1895; även översatt till italienska och franska, flera upplagor)
- Entwurf eines Strafgesetzbuchs (1826)